# E-10 (centrala)
E-10 (E10, Citedis) – centrale telefoniczne systemu E-10 firmy CIT-Alcatel, w jednej z wersji produkowane także w całości w Polsce w Wielkopolskich Zakładach Teleelektronicznych im. K. Świerczewskiego "Telkom-Teletra" w Poznaniu. Centrale tego typu należały do systemu PLATON i wykonywane były w produkcyjnych wersjach E-10A, E-10B (OCB-181) oraz 1000 E10 (OCB-283).

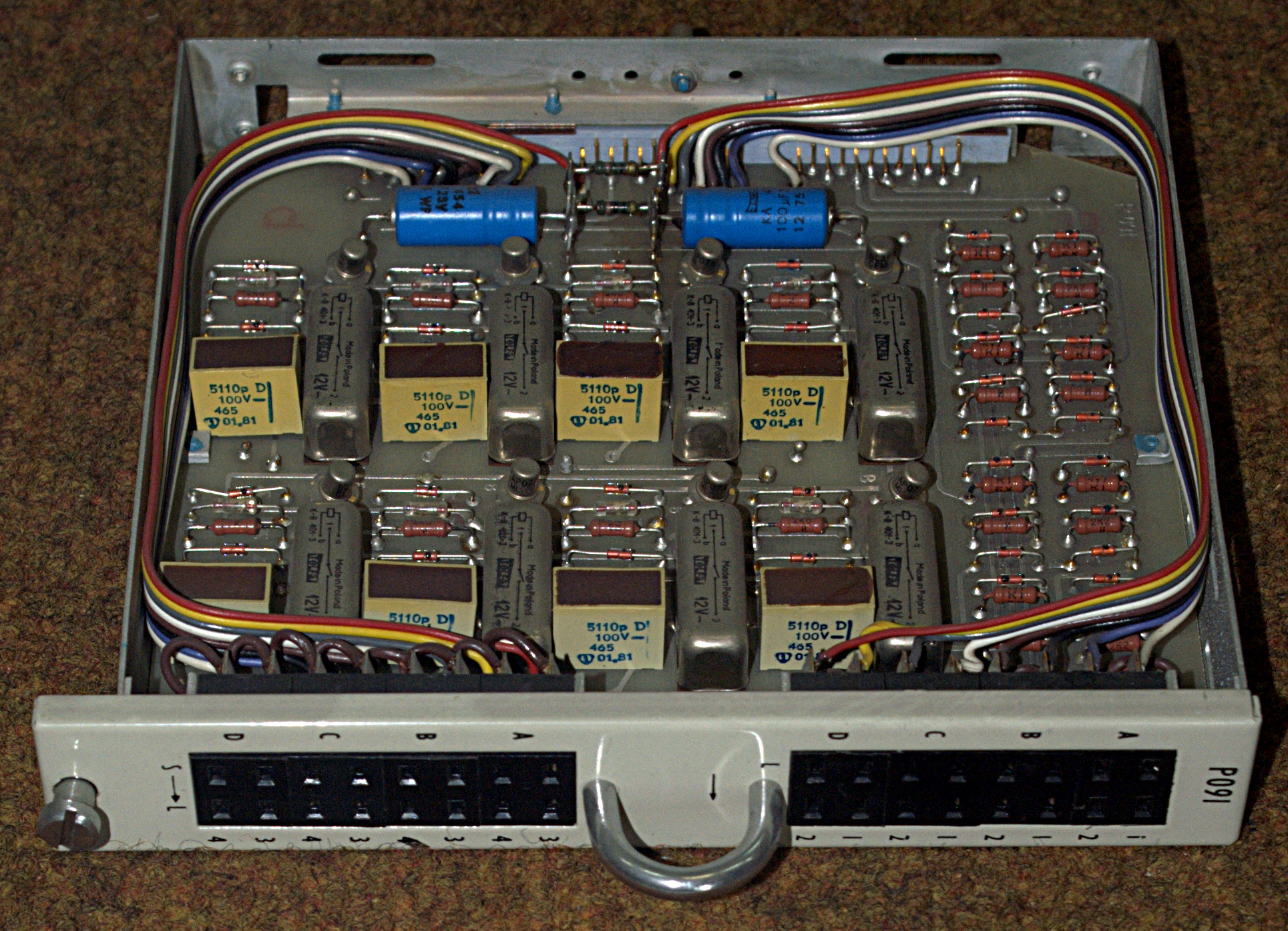
Pakiet stojakowy

## Historia

Centrale E-10 na terenie Wielkopolski w 1994 roku

Prace nad centralą E-10 ukierunkowane były na stworzenie systemu E-1 cechującego się przede wszystkim: komutacją czasową, sterowaniem programowym, zastosowaniem łącznicy PCM. W ramach E-1 realizowano centrale eksperymentalne, takie jak: SOCRATE, ARISTOTE, PLATON oraz PERICLES. Centrale PLATON zostały wprowadzone do produkcji.
W 1972 zakupiono licencję we francuskiej firmie CIT-Alcatel, dzięki której w Wielkopolskich Zakładach Teleelektronicznych im. K. Świerczewskiego "Telkom-Teletra" w Poznaniu rozpoczęto produkcję elektronicznych central telefonicznych E-10A oraz systemów teletransmisyjnych PCM TCK-30. Pierwszą centralę tej serii uruchomiono w Poznaniu 17 maja 1975, podłączając próbnie 25 abonentów na osiedlu Przyjaźni (Winogrady). W okresie szczytowym zainstalowanych było ponad 1,5 mln numerów w 550 centralach E-10A w Polsce. W 1991 w Poznaniu została zainstalowana pierwsza w Polsce, w całości importowana, centrala typu 1000 E-10 .
Centrale instalowano jako miejskie, międzymiastowe i tranzytowe. W Polsce opracowano i wdrożono do produkcji centralę międzynarodową opartą na systemie E-10A.
Oprócz nazw produkcyjnych (E-10B, 1000 E-10) centrale posiadały nazwy związane z ich parametrami, na przykład:
| O     | C       | B        | 1                    | 81            |
| ----- | ------- | -------- | -------------------- | ------------- |
| Organ | Control | wersja B | centrala 1 generacji | procesor 8100 |
| O     | C       | B        | 2                    | 83            |
| Organ | Control | wersja B | centrala 2 generacji | procesor 8300 |

Następcą centrali E-10 miał zostać system E-12.

## Cechy charakterystyczne central E-10

### E-10A
Centrale E-10A były jedynymi w pełni elektronicznymi centralami telefonicznymi produkowanymi w krajach b. "demokracji ludowej". W latach produkcji w WZT Teletra w Poznaniu podlegały szeregu istotnym modyfikacjom i ulepszeniom przez  polskich konstruktorów w granicach dostępnej technologii. Cechami charakterystycznymi centrali były:
- stosowanie układów scalonych TTL małej i średniej skali integracji w układach cyfrowych, elementów dyskretnych w układach kanałowych i koderach i dekoderach PCM;
- zdolność obsługi ruchu telefonicznego 1500 erlangów / 50000 BHCA,
- sygnalizacja międzycentralowa liniowa kodem R2 (szesnasta szczelina czasowa ramki PCM G.704) i rejestrowa R2-MFC w kanale telef.,
- temperatura otoczenia +10 °C do +30 °C (temperatury graniczne: 0 °C do 45 °C), wilgotność max. 90% przy 30 °C
- koncentracja 512 abonentów /60 kanałów PCM realizowana kontaktronami (początkowo), centralne nieblokowalne pole komutacyjne przestrzenno-czasowe,
- zdecentralizowane sterowanie (wiele specjalizowanych procesorów, komunikujących się ze sobą za pomocą synchronicznych telestrad),
- kodowanie kanałów telefonicznych PCM G.711 A-law,
- koncentratory lokalne CSAL i wyniesione na traktach PCM 2048 kb/s CSAD pozwalajace na podłączanie do sieci telefonicznej odległych dzielnic, osiedli, a nawet małych miast;
- typizacja sprzętu,
- elastyczność eksploatacji i rozbudowy,
- mała pracochłonność w eksploatacji,
- automatyczną kontrola pracy sprzętu oraz diagnostyka uszkodzeń,
- łatwość dodawania nowych usług.

### E-10B
Wersja E-10B wprowadzana jednostkowo do polskiej sieci PSTN od 1990 roku była dalece inną konstrukcją w całości importowaną z Francji, a wewnątrz stosowane były układy scalone TTL i MOS MSI i LSI. Centrale tego typoszeregu mogły obsługiwać m.in. także ukierunkowaną na usługi ISDN sygnalizację CCITT nr 7 (SS7), jak i sygnalizację kodem R2 z centralami wcześniejszych generacji.)

### 1000 E-10
Centrala 1000 E-10 prod. hiszpańskiego oddziału Alcatel wprowadzana była do polskiej sieci telefonicznej masowo po dopuszczeniu przez rząd polski trzech producentów do polskiego rynku telekomunikacyjnego. Alcatel zdecydował o wprowadzaniu tego typoszeregu zamiast E10B mimo przekonania polskich speclajistów o mniejszym zaawansowaniu tej konstrukcji. Niektóre podzespoły były produkowane w polskich fabrykach (m.in. w Poznaniu) po ich wykupieniu przez koncerny zachodnie. Centrale cechowały się następującymi parametrami:
- możliwość podłączenia 3000 do 200000 numerów,
- 25000 erlangów / 800000-1000000 BHCA,
- 60000 połączeń,
- temperatura otoczenia +5 °C do +45 °C (optymalna: +22 °C),
- centralny system sterowania z wielokrotnością urządzeń sterujących i pomocniczych,
- PGS z graficznym formatem wyświetlania stanów urządzeń,
- możliwość obsługi ISDN,
- oparta na procesorze Motorola 8300 (Motorola 68020, 68030),
- terminale inteligentne,
- usługi telekomunikacyjne: konferencja (do 4 abonentów), numery skrócone, połączenie oczekujące (call waiting), oddzwanianie (call back on busy), identyfikacja złośliwych połączeń.

## Budowa central E-10

### E-10A i E-10B

Schemat ogólny central E-10A i E-10B

Wersje E-10A i E-10B składają się z 4 podstawowych bloków:

1. blok B1 – przyłączeniowy
- koncentratory (CSA),
- moduły synchronizacji wiązek łączy PCM (GS).

2. blok B2 – centrum komutacyjne
- pole komutacyjne (RCX),
- generator sygnałów (ETA).

3. blok B3 – sterujący
- cechownik (MQ),
- multirejestr (MR),
- przelicznik (TR),
- taryfikator (TX),
- generator impulsów – zegar - (BT),
- zespół kontrolny i współdziałania z blokiem B4 (OC/OL).

4. blok B4 – nadzorczy / zarządzania – centrum przetwarzania informacji (CTI), "Centrum Eksploatacji Technicznej (CET)" - wyposażenie:
- urządzenie do współpracy z blokiem B3 (ETM),
- pamięć zewnętrzna (PZ),
- minikomputer (K),
- dalekopisy (DP),
- urządzenie do współpracy komputera z jego urządzeniami zewnętrznymi (ULAM),
- stanowisko badania linii (SBL),
- stanowisko konserwacji,
- stanowisko obsługi abonentów (SOA).

Pomiędzy ww. blokami istnieją łącza cyfrowe PCM 30/32.

### 1000 E-10

Schemat ogólny centrali 1000 E-10

W wersji 1000 E-10 występują stacje procesorowe:

1. pola połączeniowe RCX (SMX)

2. stacje procesorowe z funkcjami (SMC):
- cechowników (MQ)
- przeliczników (TR)
- taryfikatorów (TX)
- multirejestrów (MR)
- pamięci połączeń pola RCX (GX)

3. stacje procesorowe pomocnicze (SMA):
- generatory i odbiorniki częstotliwości (ETA)
- stacja sygnalizacji SS7 (PU/PE)

4. stacje styków liniowych 2 Mb/s (PCM) (SMT)

5. stacje styków liniowych większych krotności niż 2 Mb/s (SMH)

6. stacja nadzoru i zarządzania (SMM)

7. zegar podstawy czasu (STS lub BT)

8. telestrady (MIS, MAS, MAL)

9. koncentratory abonenckie (CSN)

## Podstawowe zespoły funkcjonalne central E-10

### E-10A i E-10B

#### Blok B1 – przyłączeniowy

Schemat pola komutacyjnego (PK) koncentracji 512 abonentów do 64 łączy w koncentratorze (CSA)

- Koncentrator (CSA) stanowi stopień koncentracji przestrzenno-czasowej. Pośredniczy w przetwarzaniu sygnałów między telefonem abonenta a centrum komutacyjnym. W zależności od tego, czy znajduje się w pomieszczeniu centrali czy też jest od niej oddalony, stosuje się określenia koncentrator lokalny (CSAL) albo koncentrator wyniesiony (CSAD), zwany także centralą satelitową lub wyniesionym stopniem abonenckim (WSA). W swoim działaniu jest zależny od centrali nadrzędnej i nie dokonuje połączeń między abonentami dołączonymi do niego (sygnał między abonentami musi być skomutowany w cyfrowym polu komutacyjnym, które znajduje się w centrali). W ramach 1 koncentratora można podłączyć 512 numerów (zazwyczaj koncentrator obsługuje wtedy 500 abonentów). Koncentrator lokalny (CSAL) - w budowie i działaniu jest taki sam jak koncentrator odległy CSAD, jedynie informacje do centrali, z uwagi na małą odległość, są przesyłane telestradami, a nie traktem PCM 30/32.

Koncentrator składa się zasadniczo z 4 bloków: 

1. pola komutacyjnego (PK) - składa się ono z 3 sekcji (A, B i C) zbudowanych z matryc kontaktronowych. Następuje tu stopniowy proces koncentracji liczby podłączonych numerów, w wyniku czego dla 512 linii abonenckich można zastosować tylko 60 translacji (oznacza to, że jednocześnie 60 z 512 abonentów ma możliwość korzystania z telefonu). Proces ten realizowany jest w sekcji A i B za pomocą ośmiu układów koncentracji (GC 64x16, każdy składa się z 4 modułów podstawowych MB 16x16, w których podstawowymi elementami są matryce kontaktronowe 4x4) - dla każdych 64 (łącznie 8*64=512) wejść następuje koncentracja do 16 (łącznie 8*16=128) wyjść, czyli 4-krotna. W sekcji C 16 matryc kontaktronowych (każda matryca po 8 wejść) koncentruje 128 linii do docelowej liczby 60 (z każdej matrycy 4 wyjścia). Stopnień koncentracji to 512 /  = ~8 i jest to koncentracja przestrzenna (z większej liczby linii osiągnięta jest mniejsza kosztem równoczesności obsługi abonentów). Jeśli z pola komutacyjnego korzysta (rozmawia, wybiera numer) jednocześnie już 60 abonentów, to każdy następny nie zostanie obsłużony.

2. abonenckich zespołów liniowych (AZL) i zespołów połączeniowych (ZP):
Każde łącze abonenckie posiada AZL, który jest pośrednikiem między abonentem a polem koncentracji PK i sterowaniem ELS. Na 1 koncentrator przypada 512 AZL. W związku z tak dużą liczbą zastosowano najtańsze rozwiązanie - 2 przekaźniki: liniowy (wykrycie zwarcia pętli abonenckiej i przekazanie tej informacji do ELS) i odłączony (załączany po zestawieniu pola, cechujący dany AZL na zajętość).

Zespół połączeniowy ZP ma za zadanie: nadzór nad stanem łącza abonenckiego, zasilanie aparatu abonenta, wysyłanie prądu dzwonienia, przesyłanie impulsów wybierczych (dekadowych) do zespołów sterowania, przesyłanie informacji o opłatach za rozmowę do abonenta (tzw. teletaksa), zmiana biegunowości zasilania łącza abonenckiego (w przypadku zestawienia połączenia), wykrycie odłożenia mikrotelefonu przez abonenta i przesłanie tej informacji do multirejestru w sterowaniu. Sprawdzanie stanu linii abonenckiej realizowane jest poprzez cykliczne sprawdzanie zestyków ILS w każdym ZP w rytmie podstawy czasu.

W przypadku gdy do linii abonenckiej podłączony został aparat o wybieraniu tonowym, to częstotliwości DTMF nie były dekodowane w koncentratorze, lecz przesyłane wprost do centrum komutacyjnego do zespołów sygnalizacji ETA, a stamtąd do multirejestrów.

3. urządzenia końcowego (in. krotnicy) PCM (Pulse code Modulation, fr. MIC) - ponieważ koncentrator jest połączony z centrum komutacyjnym za pomocą łączy PCM 30/32 o przepustowości 2048 kilobitów/s (32 kanały 64 kb/s każdy: 30 kanałów rozmównych i 2 kanały sygnalizacja i synchronizacja), konieczne jest dostosowanie sygnałów pochodzących z 60 linii (już po skoncentrowaniu przestrzennym 512 abonentów) do struktury ramki  wg CCITT G.704 sygnału występującego w trakcie PCM 30/32 w obu kierunkach transmisji. Koncentrator E10A miał dwa trakty PCM. Sygnały rozmówne z każdej z dwóch grup po 30 kanałów telefonicznych za stopniem koncentracji są w kierunku od abonenta do centrali, analogowo multipleksowane czasowo (TDM -Time Division Multiplex), próbkowane co 125 mikrosekund i amplituda każdej próbki jest przetwarzana w czasie 3.9 mikrosekundy w tzw. koderze grupowym, wspólnym dla wszystkich 30 kanałów, na 8-bitową reprezentację bitową - kod PCM. W ten sposób, dla sygnału telefonicznego o znormalizowanym normami CCITT paśmie 3.4 kHz tworzony był strumień 2048 bitów/sek o strukturze powtarzającej się ramki G.704 zawierającej 30 szczelin kanałów rozmównych +2 szczeliny dla sygnalizacji i synchronizacji, tzn.32 szczeliny po 8 bitów każda co 125 mikrosekund. W kierunku do abonenta przychodzące od centrali 8-bitowe szczeliny każdego kanału kolejno były podawane na dekoder grupowy, który je przetwarzał w impulsy o amplitudzie zależnej od kodu PCM i czasie bliskim 3.9 mikrosekundy. Dalej impulsy te były rozdzielane kolejno do filtrów dolnoprzepustowych kolejnych  układów kanałowych odtwarzających pierwotny sygnał rozmówny w paśmie 3.4 kHz. Sygnał 2048 kb/s dla przeniesienia przez symetryczny doziemnie tor liniowy i transformatory nakładany był na odpowiedni kod liniowy HDB3 (3 poziomy sygnału: -1, 0, 1), który zapewniał także przeniesienie częstotliwości zegara bitowego wraz zawartością informacyjną sygnału. 

Urządzeniami współpracującymi z urządzeniem PCM podczas przesyłu sygnału na większe odległości są dwukierunkowe regeneratory sygnału pomagające utrzymać niezniekształcony sygnał na całej trasie przesyłu. Regeneratory montowane są na trakcie PCM co 1,8 km. 

4. elektronicznego układu sterowania (ELS). Logiczny układ sterowania składa się z następujących podzespołów:

- zespół przetwarzania fazy (TR) - umożliwia wysłanie adresu instrukcji w czasie jej wykonywania oraz przygotowuje adres następnej instrukcji przeznaczonej do odczytania z pamięci programu. Umożliwia skierowanie programu do podprogramu.

- pamięć programu (MPD) - składa się ze słów instrukcji, wykonana jest jako pamięć półstała na diodach.

- blok operacyjny (BOP) - testuje informacje, wykonuje operacje arytmetyczne, logiczne, związane z przesuwaniem, łączeniem, usuwaniem danych, odbiera i wysyła informacje kontrolne i sterujące

- pamięć robocza (MTR) - pamięć buforowa między blokiem operacyjnym a pamięciami peryferyjnymi i rejestrami. Zapisywane są tam też fazy do których należy wrócić, a także pośrednie wyniki obliczeń

- pamięć czasowania (MTP) - umożliwia dopasowanie elementów o różnym czasie działania (np. przekaźników), dzięki czemu program sterujący uwolniony jest od strat czasowych

- urządzenie przegrupowania informacji (RGI) - pozwala na wybranie żądanego sektora telestrady informacyjnej (LIM) i skierowania go na telestradę badaniową (LTJ).

Dane pomiędzy różnymi elementami systemu przesyłane są telestradami informacyjnymi. Wyróżnia się telestrady: adresową (LAM), informacyjną (LIM) i badaniową (LTJ). Telestradą adresową przesyłane są dane dotyczące unikalnego adresu danego urządzenia lub kanału wymiany. Telestrada informacyjna przesyła dane z zaadresowanego źródła do adresu przeznaczenia. Telestrada badaniowa umożliwia przesyłanie danych do operatora i wykonywanie testów (do 5 jednocześnie).
- Zespoły synchronizacji (GS) - służą do synchronizacji poszczególnych sygnałów cyfrowych, tak aby były one zsynchronizowane z zegarem lokalnym. Dzielą się na GSS (synchronizacja z koncentratorem), GSC (synchronizacja z sygnałem cyfrowym PCM), GSM (synchronizacja z centralami mechanicznymi) wraz z modułem UT (translacja sygnałów między centralą elektromechaniczną a elektroniczną)

#### Blok B2 – centrum komutacyjne
Centrum komutacyjne jest niezależne w działaniu od innych części systemu. Zapewnia ono współpracę z koncentratorami, centralami innych systemów pracujących w sieci oraz z innymi centralami systemu E-10. Współpracuje z centrum przetwarzania informacji (CTI). W skład centrum komutacyjnego wchodzą:
- pole komutacyjne czasowe PCM (RCX) - docierają do niego sygnały cyfrowe PCM i w tym polu mogą zostać połączone odpowiednie kanały czasowe każdego z tych sygnałów, przy czym pole to nie posiada blokady wewnętrznej - możliwe jest połączenie jakiegokolwiek kanału bez względu na stan uprzednio zestawianych połączeń. Sygnały PCM zanim zostaną skomutowane muszą być synchronizowane z zegarem lokalnym. Do RCX przyłączone są też zespoły sygnałowe (sygnały akustyczne 400 Hz, DTMF, oraz kod 2 z 6), oraz telestrady: LRS i telestrada dystrybucyjna LUS, po których przesyłane są rozkazy do translacji (współpraca z centralami elektomechanicznymi). Rozkazy zestawiania połączenia wypracowywane są w organach decyzyjnych centrali i przekazywane do RCX. Do współpracy pola komutacyjnego z innymi elementami systemu przewidziano pamięć sterowania (MCM), gdzie zapisywane są informacje sterujące polem podczas zestawiania połączeń.
- zespoły sygnałowe (ETA) - generuje, odbiera i dekoduje sygnały o różnych częstotliwościach. Składa się z: układów sterowania (UST), odbiorników kodów wieloczęstotliwościowych DTMF (OKW), generatorów częstotliwości (GCz), zespołów konferencyjnych (ZK), układów rozdziałów sygnałów (URS). Aby nadać lub odebrać sygnał należy w polu komutacyjnym RCX dokonać połączenia odpowiedniego kanału z kanałem zespołu sygnałowego ETA.

#### Blok B3 – sterujący
- multirejestry (MX) - zespoły decyzyjne. Do ich zadań należy: odbiór informacji wybierczych, sterowanie polem komutacyjnym, wysyłanie rozkazów do jednostek wybierczych, współpraca z przelicznikiem TR (zasięganie informacji o abonencie) i taryfikatorem TX (przywoływanie na początku i końcu połączenia). Sterowanie polem komutacyjnym multirejestr MX wykonuje za pośrednictwem cechownika MQ. Multirejestr MX składa się z: pamięci chwilowej (operacyjnej) zwanej pamięcią połączenia (PO), pamięci stałej programu (PP) - 2000 słów 36-bitowych, pamięci instrukcji lub matryc mikroprogramu (PI) - 63 słów po 20 bitów, jednostki centralnej (IC), automatycznej części logicznej.
- przeliczniki (TR) - zespoły decyzyjne. Wyposażają multirejestry w niezbędne dane o zestawianym połączeniu i abonencie (np. czy abonent ma uprawnienia do połączenia, informacja o numerach skróconych, przekierowanie numeru na inny, budzenie, itp.). Dane te są możliwe do edycji w centrum przetwarzania informacji CTI za pomocą zespołu kontrolnego (OC). Pozwala to m.in. na zmianę kierowania ruchem lub czasowymi zmianami uprawnień. Ze względu na ilość przechowywanych informacji pamięć przelicznika TR jest pamięcią o dużej pojemności.
- cechowniki (MQ) - zapewnia łączność między jednostkami wybierczymi, koncentratorami CSA, multirejestrami MX, polem komutacyjnym RCX i pośredniczącym zespołem kontrolnym OC. Uformowuje otrzymaną wiadomość i przesyła do wyznaczonego zespołu.
- taryfikator (TX) - obliczanie opłaty za połączenie i przesyłanie do centrum przetwarzania informacji CTI w celu uaktualnienia konta abonenta. Taryfikator wysyła także impulsy które sterują w koncentratorach wysyłaniem do abonenta impulsów tzw. teletaksy.
- pośredniczący zespół kontrolny (OC) - pośredniczy w przesyłaniu sygnałów z i do centrum przetwarzania informacji CTI. Zaopatruje otrzymywanie sygnały i polecenia w etykietę. Etykieta charakteryzuje procedurę załatwiania przesyłanego polecenia oraz adres organu wysyłającego wiadomość. Organizacja pracy OC jest synchroniczna, każda instrukcja zawiera się w okresie 125 μs.
- zegar podstawy czasu (BT) - wytwarza i rozdziela przebiegi taktujące dla wszystkich podzespołów (również zegarów lokalnych). Dzieli się on na 3 części: ogólna podstawa czasu, zespół rozdziału przebiegów wytworzonych przez ogólną podstawę czasu, pakiety rozdziału na poszczególne organy. Oscylatory umieszczone są w stałej temperaturze 55 °C, a w przypadku jej zmiany o ±3 °C wywoływany jest alarm. Alarm wywoływany jest także gdy różnica poziomu między dwoma oscylatorami wynosi ±2 dB oraz gdy różnica faz między dwoma oscylatorami przekracza 20°. Alarm pilny występuje w przypadku uszkodzenia oscylatorów lub różnicy tych samych sygnałów na dwóch różnych odprowadzeniach.

#### Blok B4 – centrum przetwarzania informacji CTI
W początkach rozwoju central E-10A do jednego CTI podłączano nie więcej niż 8 central. Ze względu na czas propagacji sygnału odległość CTI od centrali nie powinna być większa niż 50 km. Centrum przetwarzania informacji CTI wykonuje funkcje eksploatacyjno-konserwacyjne, m.in. zarządzanie siecią i jej pomiary, zdalny nadzór urządzeń komutacyjnych, rejestracja opłat, usługi dodatkowe, obserwacja ruchu telefonicznego. Wyposażenie CTI stanowią:
- urządzenie do współpracy z blokiem B3 (ETM) - CTI połączone jest z centralą traktem PCM32A. Przekazywanie informacji odbywa się systemem sygnalizacji "Semafor". Wymieniane informacje mają około 200 bitów i są przekazywane z prędkością 64 kilobodów.
- pamięć zewnętrzna (PZ) - bęben magnetyczny lub pamięć dyskowa (PDy)
- komputer (K) - jednostka centralna CTI. Stosowane były różne maszyny cyfrowe, m.in. Ramses I, CII10010, MITRA 15.
- dalekopisy (DP) - interfejs o 8 torach duplex 200 bodów pozwala na podłączenie 8 dalekopisów lub łączy transmisji danych dla celów eksploatacyjno-konserwacyjnych.
- urządzenie do współpracy komputera z jego urządzeniami zewnętrznymi (ULAM) - pozwala na równoczesne połączenie jednostki centralnej z 8 kierunkami (centralami). Każdy kierunek jest sterowany przez jeden program.
- stanowisko badania linii (SBL)
- stanowisko konserwacji
- stanowisko obsługi abonentów (SOA)

### 1000 E-10

#### pola połączeniowe RCX (SMX)
- pole połączeniowe (SMX, ang. Switchnig MatriX)
- zespół dostępowy do taryfikatora, procesora do nadzoru SS7 (COM)

#### stacje procesorowe (SMC)
Stacje procesorowe (SMC, ang. Control Units) zrealizowane w takiej samej architekturze sprzętowej. Stacja posiada 1 główny procesor (PUP, ang. Processor Unit Primary) oraz do 4 procesorów pomocniczych (PUS, ang. Processor Unit Secondary). Stosowane są procesory firmy Motorola: 68020 (15,6 MHz, 32 bity, karta ACUTR3), 68030 (40 MHz, karta ACUTR4).
- cechownik (MQ)
- przelicznik (TR)
- taryfikator (TX)
- multirejestr (MR)
- pamięć połączeń pola RCX (GX)

#### stacje procesorowe pomocnicze (SMA)
Stacje procesorowe pomocnicze (SMA, ang. Auxiliary Equipments)
- generatory i odbiorniki częstotliwości (ETA), moduł zawiera 3 jednostki: odbiorniki i generatory częstotliwości (RGF), obwody połączeń konferencyjnych (CCF), generator DTMF (GF).
- stacja sygnalizacji SS7 (PU/PE)

#### stacje styków liniowych 2 Mb/s (SMT lub URM)
Stacje styków liniowych 2 Mb/s (SMT, ang. Trunks and Junction connection Units).

#### stacja nadzoru i zarządzania (SMM lub NMC)
Stacja nadzoru i zarządzania (SMM, ang. Operation and Maintenance Unit) - składa się z dwóch stacji SMM A i SMM B. Jedna ze stacji pracuje przez cały czas, druga jest w gotowości do przejęcia zadań pierwszej, gdyby pierwsza uległa uszkodzeniu. Stacja nadzoru i zarządzania SMM komunikuje się ze stacjami procesorowymi SMC za pomocą telestrady MIS. Z telestrady MAL otrzymuje wszystkie alarmy centrali.

#### zegar podstawy czasu (STS lub BT)
Zegar podstawy czasu (STS lub BT, ang. Time Base generator lub Time Base Station) składa się z 3 niezależnych generatorów (RCHOR0-RCHOR2), generujących identyczny sygnał podstawy czasu (SBT). Służy m.in. jako wzorzec do synchronizowania ramek sygnałów PCM w centrali.

#### telestrady (MIS, MAS, MAL)
Telestrady  (ang. Mulitplex highways) służą do wymiany informacji pomiędzy poszczególnymi urządzeniami centrali. Komunikacja oparta jest na zasadzie sieci LAN w protokole Token ring (4Mbit/s, IEEE 802.5, maksymalna liczba podłączonych stacji: 250). Centrala posiada 3 telestrady:

-telestrada komunikacji między stacjami (MIS, ang. Inter Station Multiplex) służy do wymiany informacji między dwoma stacjami procesorowymi SMC lub między stacją procesorową SMC a stacją nadzoru i zarządzania SMM.

-telestrada komunikacji między stacją a urządzeniem zewnętrznym (MAS, ang. Station Access Multiplex) służy do wymiany informacji między koncentratorem lokalnym CSNL, stacją styków liniowych SMT, stacjami pomocniczymi SMX i polem połączeniowym SMX z jednej strony a stacjami procesorowymi SMC z drugiej strony.

-telestrada alarmów (MAL, ang. Alarm Multiplex) przesyła informacje o wszelkich alarmach sprzętu centrali (z wyjątkiem koncentratora lokalnego CSNL).

#### koncentratory abonenckie (CSN)
Koncentratory (CSN, ang. Subscriber Access Units), dzielą się na lokalne (CSNL) i wyniesione (CSND). Posiadają możliwość podłączenia abonentów analogowych (karta TABAE) i cyfrowych (2B+D - karta TABN 3G, 30B+D - karta TADP). Koncentrator składa się z:
- cyfrowej jednostki sterującej (UCN, ang. Digital Control Unit), w skład której wchodzą 2 jednostki logiczno-sprzętowe:

- jednostki sterująco-połączeniowe (UCX, ang. Control and Connection Units), w liczbie 2 sztuk. W przypadku uszkodzenia jednego modułu, drugi przejmuje sterowanie nad połączeniami.

- wyposażenie dodatkowe (GTA, ang. Auxillary Equipment Processing Group) - generowanie tonów i nagranych zapowiedzi słownych oraz dekodowanie kodu DTMF.
- koncentratora (CNL - lokalny, CNE - wyniesiony).

## Urządzenia dodatkowe

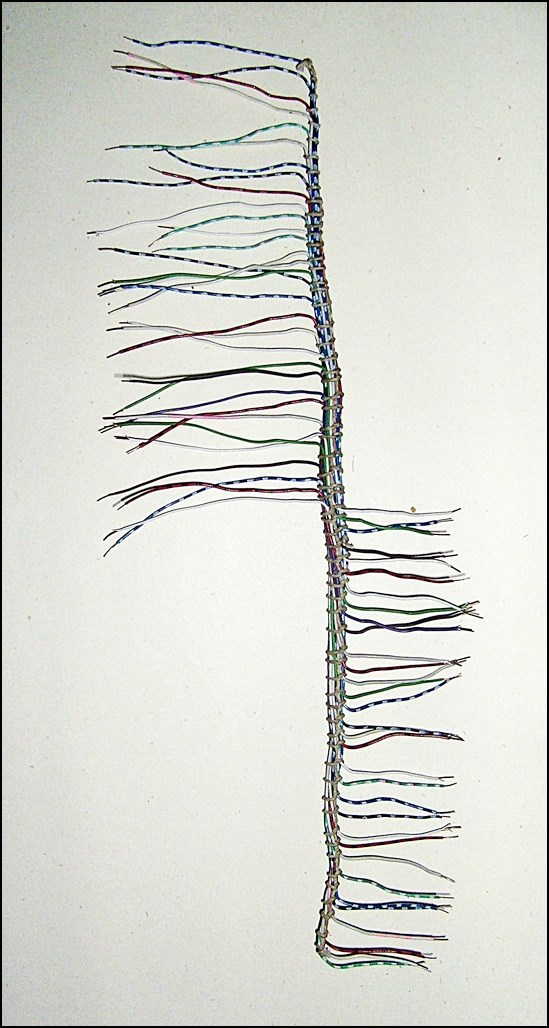
Wiązka przewodów z centrali E-10

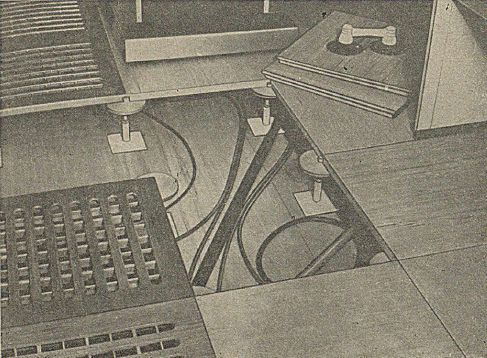
Podłogi segmentowe

### Zasilanie

#### E10-A i E-10B
Urządzenia zasilające w centralach E-10 dzieli się na 2 części: centralne 48V (bateria i prostowniki pracujące buforowo), zdecentralizowane (przetwornice z prądu stałego na prąd stały, przetwornica prądu przemiennego, urządzenia rozdzielcze). Urządzenia zasilające powinny dostarczać następujących napięć:
- prądu stałego: -48V, +48V, -12V, +12V, +5V,
- prądu przemiennego: izolowane 100V, 80V, 50V oraz uziemione 50V.

Uziemionym biegunem prądu stałego jest plus (+). Przetwornice prądu stałego na prąd stały dostarczają napięć +12V, -12V, +5V. Dopuszczalne zmiany napięcia wejściowego w granicach 43-57V mogą występować tylko w czasie nie przekraczającym 100 ms. W przypadku zaniku napięcia na czas większy niż 100 ms następuje załączenie zasilania z przetwornicy. Przetwornice zasilające poszczególne stojaki są umieszczone na ich najniższym poziomie. Generator podstawy czasu składa się z 3 identycznych części zasilanych z 3 różnych źródeł zasilania, tak aby wyłączenie jednej z przetwornic nie powodowało ogólnego zakłócenia pracy centrali.

### Okablowanie
Okablowanie centrali rozprowadzano na podłodze powyżej której (ok. 0,5m) na rusztowaniu była ułożona druga podłoga składająca się z płyt (50 cm x 50 cm). Na drugiej podłodze były ustawione stojaki centrali. Wszystkie kable stacyjne doprowadzane były od spodu podłogi do określonych stojaków. Powietrze pomiędzy pierwszą a drugą podłogą było wprowadzane rotacyjnie poprzez otwory dolne szaf do ich wnętrza i wyprowadzane otworami górnymi tych szaf – poprzez odpowiedni obieg cieplny oraz poprzez wspomaganie tego obiegu odpowiednimi urządzeniami klimatyzacyjnymi.

### Stojaki

#### E-10A i E-10B
Stojaki centrali ustawione są rzędami, bokami do siebie, zachowując odległość 1 m pomiędzy rzędami i 1,5 m między osiami stojaków sąsiednich rzędów. Zasada budowy montażu każdego ze stojaków jest taka sama, różnią się tylko wyposażeniem. Wymiary stojaków to 2000 x 740 x 488 mm. We wcześniejszych rozwiązaniach były stosowane stojaki o wysokości 2800 mm (tak jak stojaki do instalacji transmisji PCM - TNE1), jednak zmniejszono ich wysokość do 2000 mm. Stojak wyposażony kompletnie waży przeciętnie 300 kg.
Wyposażenie centrali o pojemności 3000 numerów mieści się na 18-20 stojakach centrali E-10A.

#### 1000 E-10
Stojaki są rozmiarów: 2200 x 950 x 650 mm, a odległości między rzędami to min. 0,8–1 m oraz 1,5 m od ścian.
Wyposażenie centrali 1000 E-10 o pojemności 6000 numerów mieści się na powierzchni około 44 m².

### Regenerator sygnału L511
Regenerator służy do odtwarzania kształtu sygnału liniowego 2048 kb/s przesyłanego w kodzie HDB3 miedzianym torem transmisyjnym - parą odpowiednio skręconych przewodów. W tym celu sygnał wejściowy stłumiony w kablu po przebyciu dystansu do ok. 1,8 km od poprzedniego regeneratora jest filtrowany i wzmacniany, a następnie podawany na wejście układu progowego, który na wyjściu daje zregenerowany ("odszumiony") sygnał 2048 kb/s o kalibrowanej amplitudzie dla dotarcia przez następny odcinek ok. 1,8 km kabla, do następnego regeneratora na linii. Przy projektowaniu odcinków przycentralowych z zasady (ze względu na zakłócenia) skraca się odcinek regeneratorowy o połowę (do 0,9 km).
Regenerator jest dwukierunkowy i działa w układzie dwutorowym, tzn. 1 para w kablu prowadzi sygnał HDB3 2048 kb/s w relacji A->B, a druga para w kierunku przeciwnym B->A. Zasilanie regeneratorów montowanych w specjalnych hermetyzowanych zasobnikach w studniach na kablu transmisyjnym odbywa się po tzw. torze pochodnym (phantom circuit) szeregowo prądem stałym 70 mA, przy czym prąd ten na każdym regeneratorze wywoływał spadek napięcia ok. 5.1 V, wystarczający do zasilania układów regeneratora. Zasilacz stacyjny takiego traktu musiał mieć charakterystykę zbliżoną do źródła prądowego by dostosowywać się do różnej liczby regeneratorów, aż do napięcia co najmniej 5.1V x 17 tzn. ok. 120 Vdc. Regeneratory występują także w postaci kart w stojakach urządzeń stacyjnych.
Dzięki zastosowaniu kodu liniowego HDB3 możliwe jest odtwarzanie sygnału zegara w regeneratorze. Sygnał ten jest wykorzystywany, gdyż jego zbocze narastające synchronizuje układ progowy, a szerokość impulsów wyjściowego kodu HDB3 z regeneratora musi być równa nominalnej.
Ponieważ regenerator składa się w zasadzie z 2 jednakowych regeneratorów, po 1 dla każdego kierunku transmisji, możliwe jest w każdym z regeneratorów połączenie wyjścia jednego z kierunków z wejściem drugiego kierunku. Sygnał wejściowy przechodzi wtedy przez regenerator nr 1, następnie przez regenerator nr 2 i wraca w kierunku z którego został nadany. Połączenie takie można zrealizować w każdym z regeneratorów, i jest ono stosowane w celu lokalizacji uszkodzonego regeneratora. Układ zdalnej lokalizacji regeneratorów po kolei zamyka pętle regeneratorów (wybór numeru stacji regeneratorowej na stojaku) aż do momentu gdy zostanie utracony sygnał powracający (zostanie zlokalizowany uszkodzony regenerator).

### Koncentrator 60/8 ("TELIC")
Koncentrator ten ma za zadanie zaoszczędzenie liczby łączy abonenckich. Składa się z 2 części: wyniesionej (biernej) i lokalnej (aktywnej). Umożliwia podłączenie 60 linii abonenckich. Jako pole komutacyjne zastosowano wybierak krzyżowy z podtrzymaniem mechanicznym.
Dla celów sygnalizacyjnych wykorzystane są 2 pary przewodów (1 do zasilania, 1 do transmisji sygnałów), a dla celów rozmównych przeznaczono 8 par. Jednocześnie rozmowę może prowadzić zatem 8 z 60 abonentów (koncentracja 60 / 8 = 7,5).
Część lokalna jest zasilana napięciem -48V z baterii centrali współpracującej. Część wyniesiona zasilana jest z kondensatora 3900 F ładowanego poprzez jeden z przewodów sygnalizacyjnych. Informacje sygnalizacyjne między obiema częściami koncentratora są przesyłane w formie serii impulsów -48V.

### Zestaw do badania transmisji danych GRM511 (CIT-Alcatel)
Parametry:
- szybkość modulacji: 600, 1200, 1800, 2400 kbit/s, z generatora zewnętrznego do 120 kbit/s
- struktury pomiarowe: 511, "n z 8"
- mierzone wielkości: Elementy błędne. Błędy 1→0, 0→1. Bloki analizowane. Bloki błędne.
- sygnalizacja: optyczna co 4 s lub drukarka co 2 min
- możliwość pracy szeregowej albo równoległej z 5, 6, 7 lub 8-bitowym znakiem

### Modernizacje central
Do centrali E-10 opracowano w Wielkopolskich Zakładach Telekomunikacyjnych im. K. Świerczewskiego "Telkom-Teletra" w Poznaniu oraz w placówkach naukowych w kraju dodatkowe moduły zwiększające jej możliwości. W Urzędzie Patentowym zgłoszono m.in. (lista według daty zgłoszenia):
- 2.07.1975 r. "Układ synchronizacji zegara liniowego" (M. Czygrinow, B. Czajka, W. Wienskowski)
- 12.07.1980 r. "Układ taryfikacji połączeń wieloadresowych" (J. Możdżer, B. Domański, F. Jamroż, E. Saj, Z. Żelazny)
- 27.05.1982 r. "Regenerator trzypoziomowego sygnału cyfrowego" (A. Nowak, J. Miłek, M. Krzyżaniak, P. Gumienny, B. Czajka, W. Wienskowski, K. Nowak)
- 12.22.1982 r. "Układ kanału cyfrowego do transmisji sygnałów cyfrowych, zwłaszcza w krotnicy PCM" (Z. Millert, M. Czygrinow, B. Czajka)
- 20.02.1984 r. "Układ kanału cyfrowego z zegarem centralnym do transmisji sygnałów cyfrowych, zwłaszcza w krotnicy PCM" (Z. Millert, M. Czygrinow)
- 25.02.1985 r. "Cyfrowy koncentrator łączy abonenckich, zwłaszcza do elektronicznych central cyfrowych" (L. Wozich, K. Frąckowiak)